# Pokopališče iz bronaste dobe v Sammallahdenmäkiju
Sammallahdenmäki je grobišče iz bronaste dobe na Finskem v bližini mesta Rauma v regiji Satakunta. Najdišče vključuje 33 granitnih grobišč, starih več kot 3000 let, od 1500 do 500 pr. n. št. Sammallahdenmäki je eno največjih, najpopolnejših in najpomembnejših najdišč iz bronaste dobe v Fenoskandiji, UNESCO pa ga je leta 1999 uvrstil na seznam svetovne dediščine.

## Opis
Grobišče je na dolgem grebenu v oddaljenem območju ob cesti med Tamperejem in Raumo. 33 grobišč, ki sestavljajo mesto, je razporejenih v ločene skupine vzdolž grebena. Vsaka grmada je bila zgrajena iz granitnih balvanov, izkopanih s stene pečine pod grebenom ali zbranih na kraju samem, na značilen način bronaste dobe. Od 33 grobnic jih je 28 datiranih v zgodnjo bronasto dobo, ostale pa v zgodnjo železno dobo. Na mestu obstaja več različnih oblik in velikosti teh grobnic. Dve nenavadni skali sta Huilun pitkä raunio ('dolga ruševina Huiluja'), ki je obdana s starodavnim kamnitim zidom, in Kirkonlaattia ('cerkvena tla'), nenavadna pravokotna skala velikosti 16 x 19 metrov z ravnim vrhom.  Grmada 'Cerkvena tla' je edina te vrste, najdena v Skandinaviji.
Sammallahdenmäke grobnice so bile prvotno zgrajene tako, da imajo slikovit pogled na obalo in Botniški zaliv (značilnost grobov iz zgodnje bronaste dobe), toda sčasoma je prišlo do dviga kopnega in ocean ni več viden. Grobnice se lahko nanašajo na obrede čaščenja sonca, vere, ki se je v bronasti dobi razširila po Skandinaviji, in prikazuje lastništvo zemlje v sorodstvenih skupinah, ki je povezano s pojavom kmetovanja.

## Odkritje in izkopavanje
Kamnite jame so bile prvič omenjene v katalogu starodavnih najdišč leta 1878, skupaj z nejasnim opisom izkopavanja (o katerem ni ohranjenih podrobnosti). Arheolog Volter Högman je leta 1891 izkopal štiri grobnice vključno s Huilun pitkä raunio in Kirkonlaattia. Od 8 izkopanih jih je 6 iz bronaste dobe, 2 pa iz zgodnje železne dobe.